# U-505 (tàu ngầm Đức)
U-505 là một tàu ngầm tấn công  Lớp Type IX thuộc phân lớp Type IXC được Hải quân Đức Quốc Xã chế tạo trong Chiến tranh Thế giới thứ hai. Nhập biên chế năm 1941, nó đã thực hiện được 12 chuyến tuần tra, đánh chìm được tám tàu buôn với tổng tải trọng 45.005 GRT. Con tàu bị Hải quân Hoa Kỳ chiếm được vào ngày 4 tháng 6, 1944, sống sót qua cuộc xung đột và hiện là một tàu bảo tàng tại Chicago.
Trong suốt quãng đời hoạt động kém may mắn, U-505 từng là tàu ngầm U-boat bị hư hại nặng nhất quay trở về được đến cảng, có sáu chuyến tuần tra hỏng, và là tàu ngầm duy nhất trong Thế Chiến II có hạm trưởng tự vẫn trong hoàn cảnh tác chiến. Nó bị Đội đặc nhiệm 22.3 Hải quân Hoa Kỳ chiếm được ngoài khơi Tây Sahara, là một trong số sáu tàu ngầm U-boat bị lực lượng Đồng Minh chiếm trong chiến tranh, và toàn bộ thủy thủ đoàn ngoại trừ một người đã bị bắt làm tù binh chiến tranh. U-505 được kéo đến Bermuda, đổi tên thành USS Nemo, và việc chiếm giữ con tàu đã được giữ bí mật tuyệt đối cho đến hết chiến tranh.
U-505 được trao tặng cho Bảo tàng Khoa học và Công nghệ tại Chicago, Illinois vào năm 1954. Hiện nó là một trong số bốn tàu ngầm U-boat của Đức được giữ lại và bảo tồn như một tàu bảo tàng, và là một trong hai chiếc lớp Type IXC còn lại, cùng với U-534.

## Thiết kế và chế tạo

### Thiết kế
Thiết kế của tàu ngầm Type IXC có kích thước hơi nhỉnh hơn so với phân lớp Type IXB dẫn trước. Chúng có trọng lượng choán nước 1.120 t (1.100 tấn Anh) khi nổi và 1.232 t (1.213 tấn Anh) khi lặn. Con tàu có chiều dài chung 76,76 m (251 ft 10 in), lớp vỏ trong chịu áp lực dài 58,75 m (192 ft 9 in), mạn tàu rộng 6,76 m (22 ft 2 in), chiều cao 9,60 m (31 ft 6 in) và mớn nước 4,70 m (15 ft 5 in).
Chúng trang bị hai động cơ diesel MAN M 9 V 40/46 siêu tăng áp 9-xy lanh 4 thì, tổng công suất 4.400 PS (3.200 kW; 4.300 bhp), dẫn động hai trục chân vịt đường kính 1,92 m (6,3 ft), cho phép đạt tốc độ tối đa 18,3 kn (33,9 km/h), và tầm hoạt động tối đa 13.450 nmi (24.910 km) khi đi tốc độ đường trường 10 kn (19 km/h). Khi đi ngầm dưới nước, chúng sử dụng hai động cơ/máy phát điện Siemens-Schuckert 2 GU 345/34 tổng công suất 1.000 PS (740 kW; 990 shp). Tốc độ tối đa khi lặn là 7,3 kn (13,5 km/h), và tầm hoạt động 63 nmi (117 km) ở tốc độ 4 kn (7,4 km/h). Con tàu có khả năng lặn sâu đến 230 m (750 ft).
Vũ khí trang bị có sáu ống phóng ngư lôi 53,3 cm (21 in), bao gồm bốn ống trước mũi và hai ống phía đuôi, và mang theo tổng cộng 22 quả ngư lôi 53,3 cm (21 in). Tàu ngầm Type IX trang bị một hải pháo 10,5 cm (4,1 in) SK C/32 với 110 quả đạn, một pháo phòng không 3,7 cm (1,5 in) SK C/30 và hai pháo phòng không 2 cm (0,79 in) C/30. Thủy thủ đoàn bao gồm 4 sĩ quan và 44 thủy thủ.

### Chế tạo
U-505 được đặt hàng vào ngày 25 tháng 9, 1939, và được đặt lườn tại xưởng tàu Deutsche Werft ở Hamburg vào ngày 12 tháng 6, 1940. Nó được hạ thủy vào ngày 24 tháng 5, 1941, và nhập biên chế cùng Hải quân Đức Quốc Xã vào ngày 26 tháng 8, 1941 dưới quyền chỉ huy của Hạm trưởng, Đại úy Hải quân Axel-Olaf Loewe.

## Lịch sử hoạt động
Sau khi hoàn tất việc chạy thử máy và huấn luyện trong thành phần Chi hạm đội U-boat 4, U-505 được điều sang Chi hạm đội U-boat 2 từ ngày 1 tháng 2, 1942 để hoạt động trên tuyến đầu cho đến khi bị mất.

### 1942

#### Chuyến tuần tra thứ nhất
U-505 khởi hành từ cảng Kiel, Đức vào ngày 19 tháng 1, 1942 cho chuyến tuần tra đầu tiên trong chiến tranh. Nó tiến ra Bắc Hải, rồi băng qua khe GI-UK giữa các quần đảo Shetland và Faroe để vòng qua quần đảo Anh và hoạt động tại vùng biển Bắc Đại Tây Dương về phía Tây Ireland (Khu vực Tiếp cận phía Tây). Nó không đánh chìm được mục tiêu nào, nên kết thúc chuyến tuần tra khi quay trở về cảng Lorient bên bờ Đại Tây Dương của Pháp đã bị Đức chiếm đóng, đến nơi vào ngày 3 tháng 2.

### 1944

#### Chuyến tuần tra thứ mười hai
U-505 xuất phát từ cảng Brest vào ngày 16 tháng 3 cho chuyến tuần tra thứ mười hai, cũng là chuyến cuối cùng, và đã hướng xuống phía Nam để hoạt động dọc theo bờ biển Tây Phi. Nhờ giải mã các bức điện của Đức, phía Đồng Minh biết được một số tàu ngầm U-boat đang hoạt động tại khu vực quần đảo Cabo Verde, nhưng không biết chính xác vị trí của chúng, vì vậy Đội đặc nhiệm 22.3 được phái đến khu vực này.
Đơn vị tìm-diệt tàu ngầm, này dưới quyền chỉ huy của Đại tá Hải quân Daniel V. Gallery, bao gồm tàu sân bay hộ tống Guadalcanal (CVE-60) và một đội tàu hộ tống khu trục bao gồm Pillsbury (DE-133), Pope (DE-134), Flaherty (DE-135), Chatelain (DE-149) và Jenks (DE-665) dưới quyền Trung tá Hải quân Frederick S. Hall. Đội đặc nhiệm 22.3 xuất phát từ Norfolk, Virginia vào ngày 15 tháng 5 và đã truy lùng tàu U-boat tại khu vực vào cuối tháng 5, sử dụng thiết bị định vị vô tuyến và máy bay tuần tra trên không.

#### Bị tấn công và chiếm giữ
Lúc 11 giờ 09 phút ngày 4 tháng 6, ở vị trí khoảng 150 nmi (280 km) ngoài khơi bờ biển Río de Oro, tại tọa độ 21°30′B 19°20′T / 21,5°B 19,333°T, Chatelain phát hiện tín hiệu sonar của U-505 trước mũi tàu bên mạn phải ở khoảng cách chỉ có 800 yd (700 m). Chiếc tàu hộ tống khu trục lập tức áp sát mục tiêu, trong khi tàu sân bay Guadalcanal đi hết tốc độ tách ra xa và cho phóng thêm một máy bay tiêm kích F4F Wildcat để hỗ trợ cho một máy bay ném bom-ngư lôi TBM Avenger và một chiếc Wildcat khác vốn đang tuần tra tại khu vực.
Chatelain ở khoảng cách quá gần U-505 đến mức mìn sâu không thể chìm đủ nhanh để tấn công chiếc U-boat, nên nó bắn ra một loạt súng cối chống ngầm Hedgehog trước khi băng qua vị trí đối thủ, rồi vòng lại tiếp tục tấn công bằng một loạt mìn sâu. Một chiếc máy bay nhìn thấy U-505 nên đã bắn xuống nước để đánh dấu vị trí trong khi Chatelain thả mìn sâu, và sau khi các quả mìn kích nổ, một vệt dầu loang lớn trồi lên mặt nước. Bảy phút sau đợt tấn công đầu tiên của Chatelain, chiếc tàu ngầm bị hư hại nặng trồi lên mặt biển ở khoảng cách 600 m (700 yd). Chatelain tấn công bằng tất cả các cỡ pháo, có sự tham gia của các tàu chiến khác và hai chiếc Wildcat.
Trung úy Lange hạm trưởng của U-505 tin rằng con tàu đã bị hư hại nặng nên ra lệnh bỏ tàu. Tuy nhiên các thủy thủ đoàn khi rời tàu đã không đánh chìm đúng cách, mở một số van, nhưng để động cơ tiếp tục chạy. Bánh lái tàu bị hư hại bởi mìn sâu, khiến chiếc U-boat chạy vòng theo chiều kim đồng hồ với vận tốc khoảng 7 kn (13 km/h). Chỉ huy chiếc Chatelain thấy chiếc tàu ngầm hướng về phía tàu mình, cho rằng đối thủ sắp tấn công, nên ra lệnh phóng một quả ngư lôi vào đối phương; quả ngư lôi trượt qua phía mũi của U-505.

#### Hoạt động cứu hộ

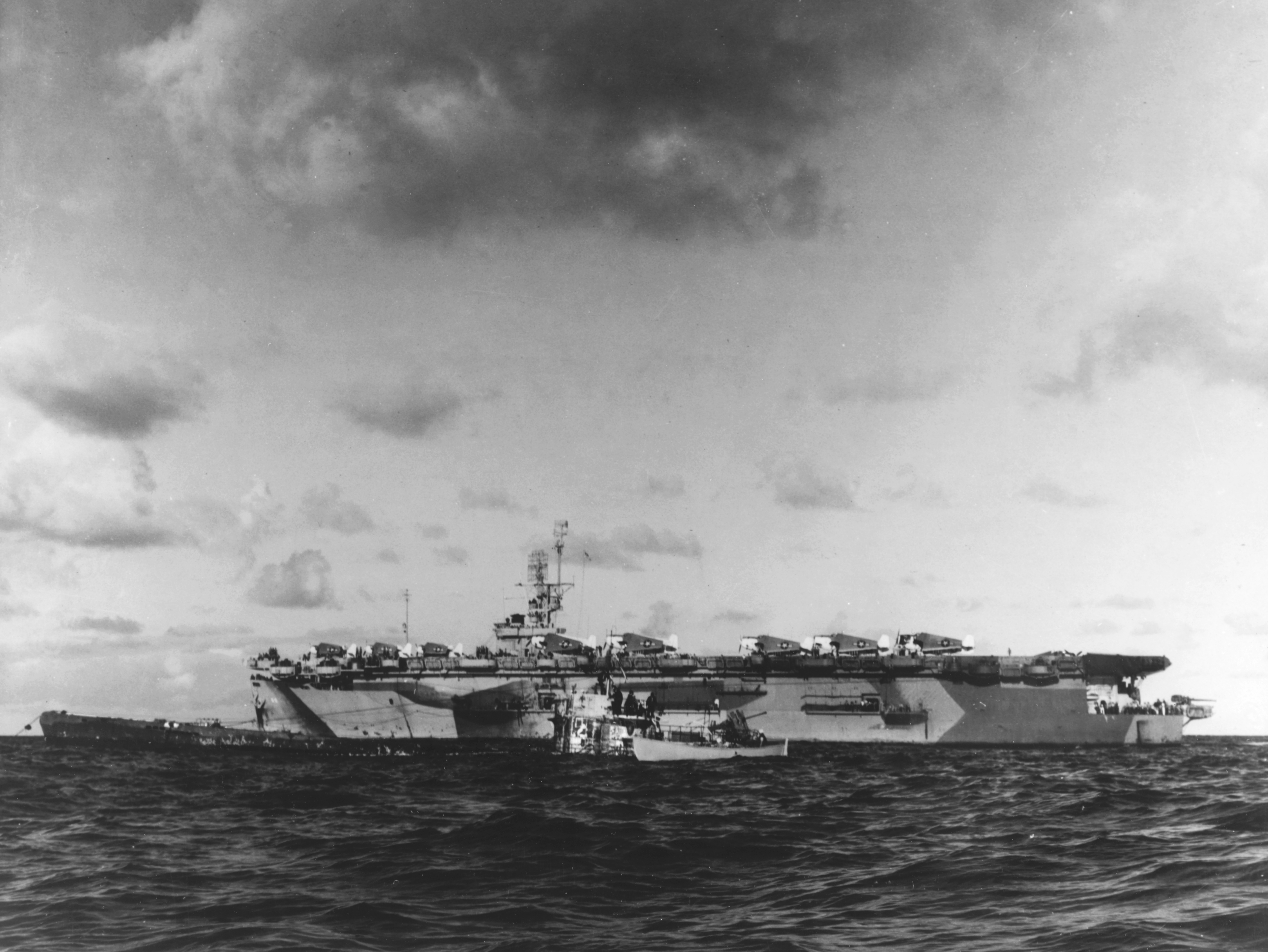
Tàu sân bay USS Guadalcanal đang cặp bên mạn U-505 bị chiếm giữ

Đại tá Gallery chỉ huy Đội đặc nhiệm 22.3 vẫn luôn mong muốn bắt sống một tàu U-boat đối phương, nên luôn khuyến khích các hạm trưởng dưới quyền lập kế hoạch cho một hoạt động như vậy. Trong khi Chatelain và Jenks cứu vớt những người sống sót, một đội đổ bộ từ Pillsbury do Trung úy Albert David dẫn đầu đã áp sát và đổ bộ lên U-505 qua tháp chỉ huy. Họ tìm thấy thi thể một thủy thủ, là người duy nhất thiệt mạng trong trận này, rồi bắt đầu thu thập các tài liệu và bảng mật mã, đóng các van đánh chìm và cho ngừng động cơ. Chiếc U-boat giờ đây bị ngập nhiều nước và bị chìm phần đuôi tàu. Nhà nghiên cứu U-boat Derek Waller cho rằng một thủy thủ Đức, Ewald Felix, đã can thiệp ngăn trở việc đánh đắm tàu.
Pillsbury tìm cách nối dây cáp để kéo U-505, nhưng nó liên tục va chạm với chiếc tàu ngầm, và sau đó tách ra xa với ba khoang bị ngập nước. Sau đó một đội đổ bộ thứ hai từ Guadalcanal lại đổ bộ lên chiếc tàu ngầm, do Trung tá Earl Trosino, sĩ quan trưởng phòng máy dẫn đầu. Họ nối được dây cáp kéo từ Guadalcanal, và Trung tá Trosino đã thành công trong việc ngắt kết nối từ động cơ diesel sang động cơ điện, trong khi trục chân vịt vẫn được kết nối. Điều này cho phép trục chân vịt quay trong khi được kéo đi sẽ hoạt động như máy phát điện và nạp lại điện cho ắc-quy. Nguồn điện được khôi phục đã giúp bơm nước ra khỏi tàu và đẩy nước ra khỏi các thùng dằn, giúp chiếc U-boat lấy lại được độ nổi khi đi trên mặt nước.
Địa điểm bắt giữ được U-505 gần với bờ biển Casablanca, Maroc do phía Đồng Minh kiểm soát, nhưng cũng đầy dẫy gián điệp do Đức Quốc Xã cài đặt. Vì vậy U-505 được kéo đến một cảng an toàn và bí mật hơn. Sau ba ngày kéo đi, Guadalcanal bàn giao U-505 cho chiếc tàu kéo hạm đội Abnaki. Đến ngày 19 tháng 6, chiếc U-boat được kéo đến căn cứ hải quân tại Great Sound, Bermuda, sau hành trình dài 1.700 nmi (3.150 km). Hải quân Hoa Kỳ bắt giữ 58 tù binh chiến tranh từ U-505, ba người trong số đó bị thương; họ bị giam giữ tại trại tù binh gần Ruston, Louisiana, trong điều kiện an ninh hết sức nghiêm ngặt.
Việc giữ bí mật quan trọng đến mức lá cờ chiến trận của con tàu được đích thân Tổng tư lệnh Hạm đội Đại Tây Dương cất giữ trong suốt chiến tranh. Thủy thủ đoàn của U-505 bị cách ly với mọi tù binh khác, và Hội Chữ thập đỏ không được phép tiếp xúc. Hải quân Đức cuối cùng công bố U-505 bị mất với toàn bộ thủy thủ đoàn và thông báo cho gia đình; họ chỉ quay trở về Đức vào năm 1947.
Theo nguồn của sử gia Clay Blair, Đô đốc Ernest King, Chủ nhiệm tác chiến Hải quân Hoa Kỳ đã tỏ thái độ giận dữ đối với Đại tá Gallery, và từng cân nhắc đưa Gallery ra tòa án binh, vì có thể khiến hệ thống Ultra chuyên giải mật mã Enigma của Đức mất hiệu lực. Nếu Hải quân Đức biết được một tàu U-boat bị chiếm giữ, Bộ tổng chỉ huy U-boat có thể thay đổi bảng mã để siết chặt an ninh cho máy Enigma, đưa đến việc tình báo Đồng Minh không giải mã được đối phương ngay trước khi diễn ra cuộc đổ bộ Normandy. Do phía Đồng Minh đã xâm nhập được hệ thống Enigma sau khi chiếm được các chiếc U-110 năm 1941 và U-559 năm 1942, chỉ thị chung là sẽ đánh chìm mọi tàu U-boat ngay lập tức thay vì tìm cách bắt giữ chúng.
Trung úy Albert David được tặng thưởng Huân chương Danh dự do thành tích dẫn đầu đội đổ bộ từ USS Pillsbury chiếm giữ U-505, đây là lần duy nhất mà phần thưởng quân sự cao quý nhất này được trao tặng cho một thủy thủ Hạm đội Đại Tây Dương trong Thế Chiến II. Hai thủy thủ khác trong đội của David được tặng thưởng Huân chương Chữ thập Hải quân; Trung tá Trosino được tặng thưởng Legion of Merit (Huân chương Quân công), còn Đại tá Gallery được tặng thưởng Huân chương Phục vụ Xuất sắc Hải quân. Tập thể Đội đặc nhiệm 22.3 được tặng danh hiệu Đơn vị Tuyên dương Tổng thống.

### Sau chiến tranh

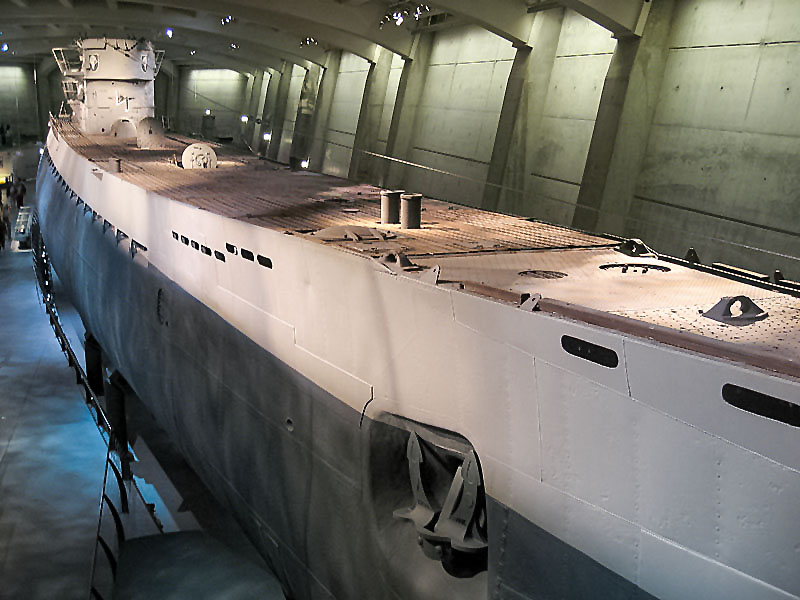
U-505 được trưng bày bên trong gian dành riêng tại Bảo tàng Khoa học và Công nghệ Griffin tại Chicago, Illinois.

Hải quân Hoa Kỳ lưu giữ U-505 tại Căn cứ Hoạt động Bermuda, nơi sĩ quan tình báo và kỹ sư hải quân nghiên cứu cặn kẻ về con tàu. Để giúp giữ kín việc bắt giữ con tàu, và tạo ấn tượng rằng U-505 đã bị đánh chìm, nó được sơn giống như một tàu ngầm Hoa Kỳ và đổi tên thành USS Nemo. Khi cuộc xung đột kết thúc tại Châu Âu, con tàu được sử dụng vào việc tiếp thị bán trái phiếu chiến tranh. Bất cứ ai mua trái phiếu đều có thể mua thêm vé để tham quan U-505. Trong tháng 6, 1945, con tàu đã ghé đến  thành phố New York, Philadelphia và Baltimore, và Đại tá đã hiện diện khi khai mạc cuộc triển lãm tại Washington, D.C.. 

### "Bầy sói" tham gia
U-505 từng tham gia một bầy sói:
- Hela (28 tháng 12, 1943 – 1 tháng 1, 1944)

### Tóm tắt chiến công
U-505 đã đánh chìm được tám tàu buôn với tổng tải trọng 45.005 GRT:
| Ngày             | Tên tàu       | Quốc tịch | Tải trọng | Số phận      |
| ---------------- | ------------- | --------- | --------- | ------------ |
| 5 tháng 3, 1942  | Benmohr       | Anh Quốc  | 5.920     | Bị đánh chìm |
| 6 tháng 3, 1942  | Sydhav        | Na Uy     | 7.587     | Bị đánh chìm |
| 3 tháng 4, 1942  | West Irmo     | Hoa Kỳ    | 5.775     | Bị đánh chìm |
| 4 tháng 4, 1942  | Alphacca      | Hà Lan    | 5.759     | Bị đánh chìm |
| 28 tháng 6, 1942 | Sea Thrush    | Hoa Kỳ    | 5.447     | Bị đánh chìm |
| 29 tháng 6, 1942 | Thomas McKean | Hoa Kỳ    | 7.191     | Bị đánh chìm |
| 22 tháng 7, 1942 | Urious        | Colombia  | 153       | Bị đánh chìm |
| 7 tháng 11, 1942 | Ocean Justice | Anh Quốc  | 7.173     | Bị đánh chìm |

## Tàu bảo tàng

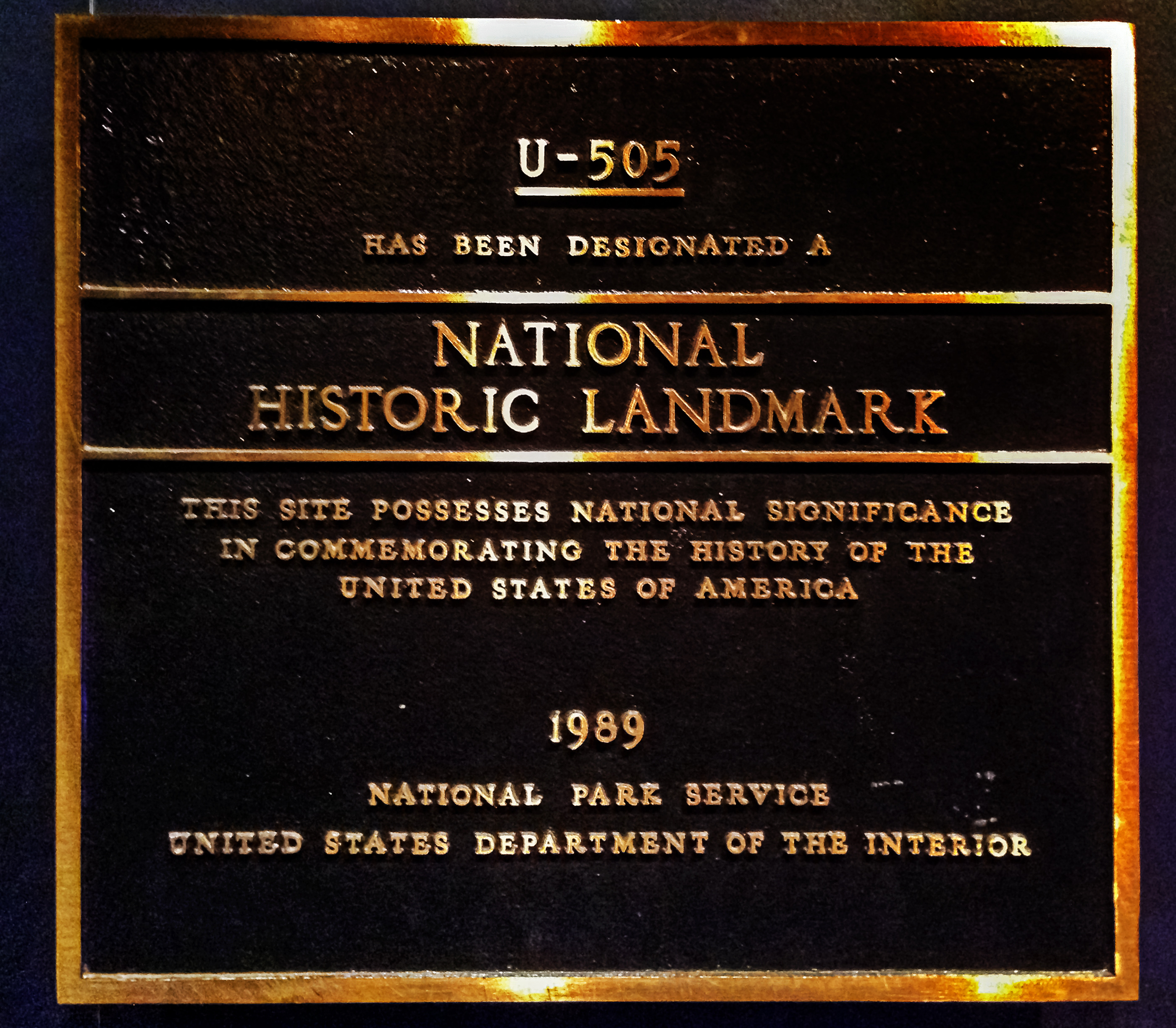
Biển chứng nhận con tàu là một Di tích Lịch sử Quốc gia Hoa Kỳ

Hải quân Hoa Kỳ không có kế hoạch sử dụng U-505 sau chiến tranh, sau khi các chuyên gia đã khảo sát con tàu kỹ càng tại Bermuda. Nó bị bỏ không tại Xưởng hải quân Portsmouth, và hải quân dự định sử dụng nó như mục tiêu giả lập trong thực hành tác xạ hải pháo và ngư lôi. Vào năm 1946, Gallery, giờ đã được thăng hàm Chuẩn đô đốc, phản đối kế hoạch sử dụng U-505 như vậy, nên thông báo kế hoạch này cho em trai của ông là linh mục tuyên úy John Ireland Gallery. Cha Gallery đã liên hệ Lenox R. Lohr, giám đốc Bảo tàng Khoa học và Công nghệ Griffin tại Chicago, Illinois, để xem họ có quan tâm đến con tàu hay không ? Viện bảo tàng có ý định trưng bày một tàu ngầm, nên việc sở hữu U-505 xem ra phù hợp. Chính phủ Hoa Kỳ đồng ý trao tặng U-505 cho viện bảo tàng vào tháng 9, 1954, và cư dân Chicago đã quyên góp được 250.000 đô la cho chi phí vận chuyển và lắp đặt. Tau kéo thuộc lực lượng Tuần duyên Hoa Kỳ đã kéo chiếc tàu ngầm đến Chicago ngang qua Ngũ Đại Hồ và Detroit, Michigan vào tháng 7, 1954.
Do hầu như mọi linh kiện bên trong con tàu đều đã bị tháo dỡ khi được chuyển đến Chicago, nó ở trong tình trạng không thể trưng bày và tham quan. Vì vậy, Lenox R. Lohr, giám đốc bảo tàng, đã liên hệ các nhà sản xuất thiết bị gốc của Đức để đặt mua linh kiện và chi tiết thay thế. Đô đốc Gallery mô tả trong hồi ký của ông rằng mọi công ty được liên hệ đều đã cung cấp phụ tùng cần thiết miễn phí, phần lớn đều kèm theo lá thư bày tỏ hy vọng con tàu được trưng bày là một vinh danh đối với kỹ thuật Đức. Viện bảo tàng chính thức đưa U-505 ra trưng bày vào ngày 25 tháng 9, 1954 như một đài tưởng niệm chiến tranh cho mọi thủy thủ đã thiệt mạng tại Đại Tây Dương trong Thế Chiến I và Thế chiến II. 
Hải quân từng tháo dỡ kính tiềm vọng của U-505 và đặt trong một bể nước nhằm sử dụng trong nghiên cứu tại Phòng thí nghiệm Tàu ngầm Bắc cực tại Point Loma, California, và bị bỏ quên tại đây. Nó được phát hiện khi tháo dỡ phòng thí nghiệm vào năm 2003, và được Hải quân trao lại cho viện bảo tàng để trưng bày cùng với chiếc tàu ngầm.
Đến năm 2004, phần vỏ ngoài của chiếc U-boat bị hư hại đáng kể do thời tiết ngoài trời, nên viện bảo tàng đã chuyển nó sang một tầng ngầm được điều chỉnh khí hậu vào tháng 4, 2004. Con tàu được phục chế và mở trở lại cho tham quan vào ngày 5 tháng 6, 2005. Đến năm 2019, viện bảo tàng tiến hành phục chế U-505 cho gần sát với con tàu nguyên bản. Ngoài ra còn khánh thành thêm một gian trưng bày đặc biệt những hiện vật của chiếc tàu ngầm tại sảnh chính của viện bảo tàng.
U-505 tại Bảo tàng Khoa học và Công nghệ, Chicago
- Bên dưới U-505
- Góc nhìn rộng của U-505
- Tháp chỉ huy của U-505
- U-505 được trưng bày ngoài trời vào khoảng năm 1956

### Tàu ngầm U-boat bị chiếm trong chiến tranh
- U-110
- U-570, sau là HMS Graph
- U-559
- U-744
- U-1024

### Tàu ngầm U-boat còn sống sót
- U-534
- U-995
- U-2540